# Argentinski zobotrebec
Argentinski zobotrebec (znanstveno ime Stetsonia coryne)  je razvejan stebrast kaktus, ki raste v severozahodnih toplih nižinskih ravnicah Argentine, Paragvaja in Bolivije. Raste v nizkih gozdovih med pol listopadnimi kserofitnimi drevesi, v savanah in na odprtih planjavah na višini 300 - 800 metrov, pogosto v slanih tleh. Je edini predstavnik svojega rodu. Poimenovanje argentinski zobotrebec je dobil zaradi dolgih tankih bodic.

## Izvor imena
Ime Stetsonia coryne je kaktus dobil po ameriškem sodniku Francisu Lynde Stetson-u (1846-1920), ki je podpiral botanične ekspedicije. Vrstno ime coryne izvira iz grščine po kegljasti obliki vej (koryne - kegelj).
Ker je zelo specifična vrsta, razen bazionima nima znanih sinonimov in se zanjo uporablja le to ime. Opisana je le ena varieteta, Stetsonia coryne var. procera, ki jo je opisal Ritter v Taxon 13: 116. leta 1964, vendar nima statusa popolnoma priznane varietete.
Druga imena:
Argentine toothpick (am)

toothpick cactus (am), 

toothpick saguaro (an),

cardón (šp),

cardón moro (šp).
Znani sinonimi:
Cereus coryne Salm-Dyck (1850).

## Opis rastline
Argentinski zobotrebec je do deset metrov visoko razvejano drevo z do 10 cm debelimi vejami. Cvet je bel, velik, plodovi so dobrih pet centimetrov debele zelene jagode, ki vsebujejo na tisoče semen v beli pulpi. Pulpa je bela in se, čeprav užitna, ne uživa, običajno se uporabi rumenkasta aromatična lupina.
V naravi je to dokaj neugleden kaktus, le mlade, do pol metra dolge veje imajo lep modikast epiderm, na rebrih pa iz areol poženejo do 15 cm dolge črnikaste bodice.

## Snovi in sestavine
Argentinski zobotrebec vsebuje nekaj alkaloidov iz fenetilaminske skupine: anhalidin, anhalonidin, corinein, 3,4-dimetoksifenetilamin, meskalin, 3-metoksitiramin, N-metiltiramin in tiramin.

## Zastopanost v zbirkah
V zbirkah so ti kaktusi še kar zastopani, vendar zanje med zbiralci ni pravega interesa. Večinoma jih kupijo mladi zbiralci, nato pa po desetih ali več letih ugotovijo, da je to sicer lepa rastlina, vendar zasede kar nekaj prostora. Mladi del rastline je zelo dekorativen, staro tkivo pa z leti postane skorjasto in postane neugledno. Podobno se dogaja v naravi, kjer so dokaj neugledne rastline - olesenele, polomljene, poškodovane, le mladi vrhovi do dolžine 70 cm so lepi z modrikastim epidermisom.

## Vzgoja
Pri vzgoji sicer ni nekih posebnosti, saj se jih goji enako kot ostale stebričaste vrste južne Amerike. Bodimo pazljivi le pri najnižji temperaturi; v literaturi je kot najnižja temperatura navedeno - 7 ali - 8 °C, kar zagotovo ne drži. V praksi se pokaže drugače. Tako se morda obnašajo ti kaktusi iz bolivijskih planot, argentinski pa slabo prenesejo že nekaj stopinj nad ničlo, sploh če tak mraz traja dlje. Tako jih lahko štejemo med na mraz občutljive stebričarje.